# Мезецкий, Фома Дмитриевич
Фома Дмитриевич Мезецкий (? — † 1652) — князь, стольник, воевода и дипломат во времена правления Михаила Фёдоровича и Алексея Михайловича.
Сын князя Дмитрия Дмитриевича Мезецкого и княжны Марии.

## Биография
Свой службу начал стряпчим, подписался на грамоте избрания царём Михаила Фёдоровича (май 1613). Стряпчий с платьем, поместный оклад 700 четвертей и 52 рубля (1616). Стольник, был под Ладогой на съезде наших и шведских послов (1617). Послан князем Даниилом Ивановичем Мезецким в Москву сеунчем с известием о заключении мира (апрель 1617). Участвует в обороне Москвы от войск королевича Владислава, за что пожалован вотчиной (1618). Участвует в приёме персидского посла (17 мая 1625). Воевода Прибылого полка в Мещовске (1627). Участник приёма персидского посла (14 сентября 1628), при отпуске посла ходил звать его к Государю (24 апреля 1629). Участник приёмов послов: венгерского (май 1630), шведского (17 мая 1631), литовского (17 марта 1635). На личные средства купил и подвёз к осаждаемому Смоленску для русских войск 10 четвертей муки (1633). Воевода Передового полка на Дедилове (1635). В отсутствие Государя дневал и ночевал на Государевом дворе в Москве (1636-1637). Воевода в Брянске (1639-1640). Пожалован из стольников в московские дворяне (27 апреля 1641). Во время путешествия царя Михаила Фёдоровича в Троице-Сергиев монастырь шёл за ним за окольничего. Назначен воеводой в Переславль-Рязанский на случай прихода крымских и ногайских войск (май 1643). Исполнял дворцовые должности: ездил за Государем, заменяя окольничего и участвовал в церемониях приёма послов (1644-1645). На церемонии приёма литовских послов выставил 4 человек (09 апреля 1651).
С братом Андреем Дмитриевичем получил имение их матери село Санчуры в Муромском уезде (1633), свою часть отдал князю Василию Григорьевичу Дулову (1650). Свою вотчину в Галицком уезде: Олехово, Исаково, Сидорово, Старово,Дряблово и другие продал Родиону Матвеевичу Стрешневу (1650). Вотчину, пожалованную за московское осадное сидение в приход королевича Владислава: Хмельники, Токарево, Щепотьево и Есино отдал по духовной грамоте княжне Марии Васильевне Дуловой (04 июля 1650).

## Семья
Женат дважды:
1. Евдокия Ивановна — по духовному завещанию получила образ (икона) Грозный воевода, шапку шитую золотом и перстень.
2. Анна Васильевна Волынская († 1654) —  вотчинница Переславского уезда, вторично замужем за стольником Григорием Фёдоровичем Бутурлиным.

По родословной росписи князей Мезецких — дети не указаны.